# Paul Pelosi
Paul Francis Pelosi Sr. (San Francisco, 15 aprile 1940) è un imprenditore statunitense.
Possiede e gestisce Financial Leasing Services, Inc., una società di consulenza e investimenti immobiliari e di capitale di rischio con sede a San Francisco. In precedenza è stato anche il proprietario dei Sacramento Mountain Lions della United Football League.
È sposato con Nancy Pelosi, che è stata speaker della Camera dei rappresentanti degli Stati Uniti dal 2007 al 2011 e di nuovo dal 2019 al 2023.

## Biografia
Pelosi è nato e cresciuto a San Francisco, in California, il più giovane di una famiglia di tre ragazzi. È figlio di Corinne (Bianchi) e Giovanni Pelosi, farmacista all'ingrosso. Ha frequentato la St. Ignatius High School e si è diplomato alla Malvern Preparatory School in Pennsylvania.  Ha conseguito una laurea in scienze presso la Georgetown University, incontrando in quel periodo la sua futura moglie, Nancy D'Alesandro, che frequentava un college femminile cattolico romano, il Trinity College, a Washington. Ha conseguito un MBA presso la Stern School of Business della New York University. È presidente del Foreign Service Board a Georgetown dal 2009.
Nel 1957, all'età di 16 anni, Pelosi perse il controllo di un'auto che stava guidando sulla Skyline Highway, a nord della diga di Crystal Springs nella contea di San Mateo, in California e si schiantò. Suo fratello maggiore David, un passeggero nell'auto, morì nell'urto. Qualche istante prima dell'incidente, David aveva avvertito suo fratello di ridurre la velocità, cosa che Pelosi tentò di fare, perdendo il controllo dell'auto. Paul Pelosi fu scagionato dalla giuria dall'accusa di omicidio colposo.
Pelosi ha fondato e gestisce la società di venture capital Financial Leasing Services, Inc., attraverso la quale lui e sua moglie possiedono un patrimonio personale di circa 114 milioni di dollari. Dopo aver precedentemente investito negli Oakland Invaders della United States Football League, acquistò i California Redwoods per 12 milioni di dollari nel 2009. I Redwoods si trasferirono successivamente a Sacramento per diventare i Sacramento Mountain Lions. Il successo di Pelosi nel commercio di azioni ha attirato l'attenzione dei media nell'estate del 2021, in seguito ai tentativi per controllare rigorosamente la proprietà azionaria individuale da parte dei membri del Congresso.
Nel maggio 2022, Paul Pelosi è stato arrestato per guida sotto l'influenza di alcol nella contea di Napa dopo essersi schiantato contro un'altra macchina a un incrocio. Il tasso di alcol nel sangue era pari a 0,82 per mille, appena sopra il limite legale. Pelosi si è dichiarato colpevole nell'agosto 2022 ed è stato condannato a scontare cinque giorni di carcere con tre anni di libertà vigilata, pagare 6.800 dollari tra multe e risarcimenti, e tre anni di libertà vigilata. Le pena detentiva è stata revocata in cambio di otto ore di servizio comunitario.
Nonostante il lavoro della moglie a Washington, Paul Pelosi vive principalmente sulla costa occidentale degli Stati Uniti. Lì è stato gravemente ferito con un martello nella sua casa di San Francisco il 28 ottobre 2022 intorno alle 2:30 dal cittadino canadese di 42 anni David Wayne DePape, che viveva illegalmente negli Stati Uniti.  L'aggressione è avvenuta davanti agli occhi degli agenti di polizia già chiamati sul posto. Pelosi ha subito una frattura del cranio che ha dovuto essere trattata chirurgicamente, e ha potuto lasciare la clinica dopo pochi giorni. Secondo l'indagine, il vero obiettivo di DePape era Nancy, la moglie di Pelosi, che non era presente ma si trovava a Washington a causa delle sue attività politiche, e che avrebbe dovuta essere presa in ostaggio. DePape è stato condannato a 30 anni di carcere.

## Vita privata
Pelosi sposò Nancy D'Alesandro il 7 settembre 1963, presso la Cattedrale di Maria Nostra Regina a Baltimora, nel Maryland. Hanno cinque figli: Nancy Corinne, Christine, Jacqueline, Paul e Alexandra. Nancy Pelosi è stata il 52º speaker della Camera dei rappresentanti dal 2007 al 2011 e di nuovo dal 2019 al 2023.